# Silvana Pampanini

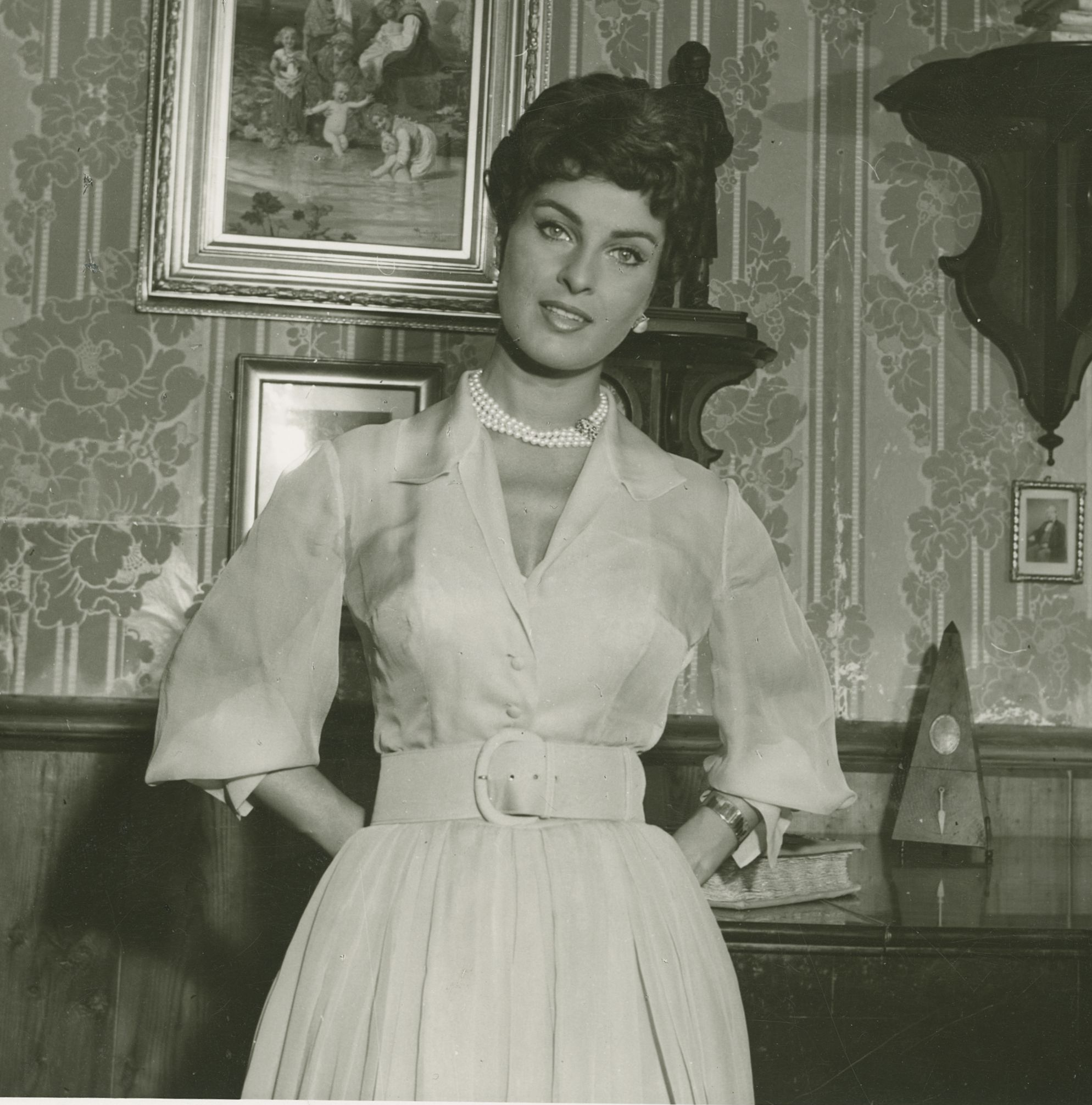
Silvana Pampanini (1959)

Silvana Pampanini (* 25. September 1925 in Rom; † 6. Januar 2016 ebenda) war eine italienische Schauspielerin.

## Leben

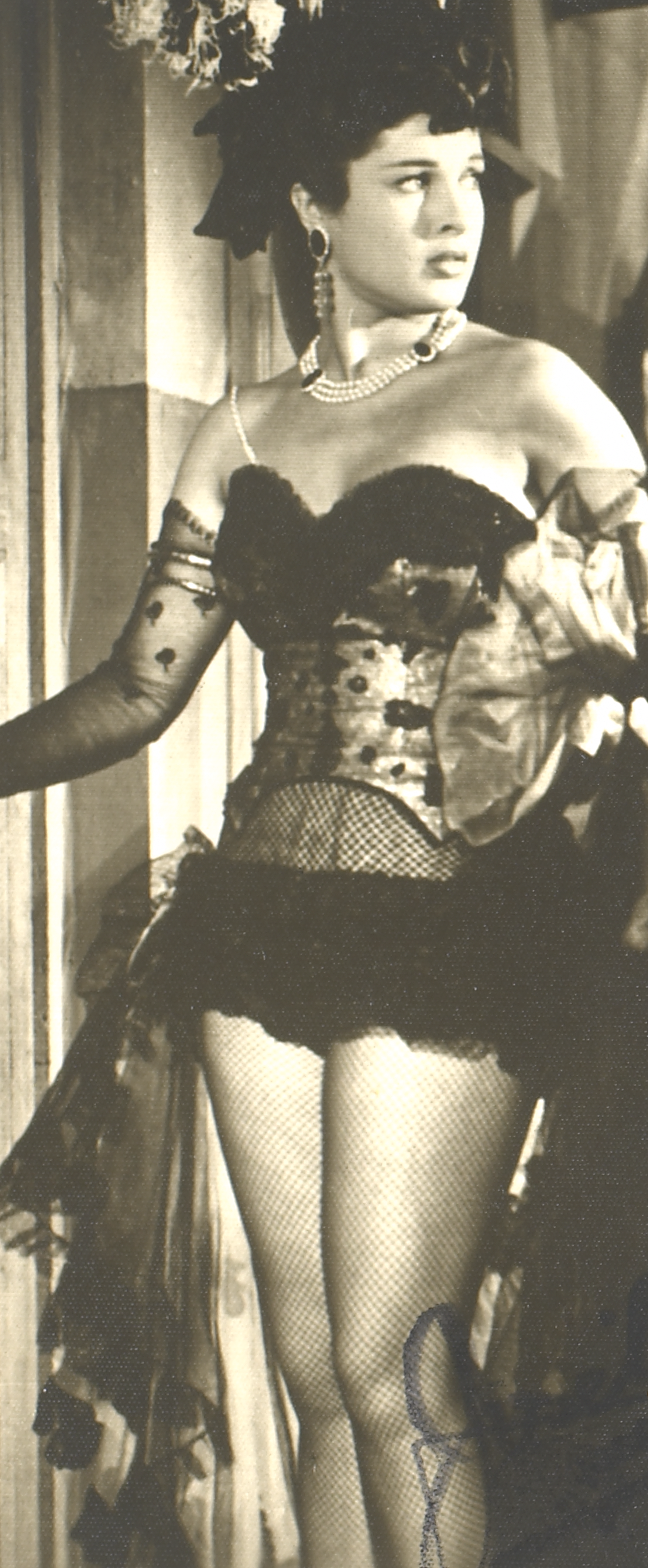
Silvana Pampanini

Die Tochter eines Buchdruckers und Nichte der Sängerin Rosetta Pampanini erhielt während ihrer Schulzeit am Lyzeum Santa Cecilia eine Gesangs- und Klavierausbildung und gelangte durch die Teilnahme am ersten, 1946 in Stresa durchgeführten Schönheitswettbewerb zur Wahl der Miss Italia binnen kurzer Zeit zu immenser Popularität. Bei der Wahl landete sie zunächst auf dem zweiten Platz, erhielt jedoch nach einem Sturm der Entrüstung und der Aufdeckung eines kleinen Skandales den Titel.
Unmittelbar darauf folgte das Filmdebüt der schwarzhaarigen Schönheit in Rom in Flammen. In weiteren, meist abenteuerlich geprägten Filmen wie Mit Schwert und Maske, Süßer Reis, Mandrin, Napoleon und Das Gesetz der Straße konnte sie ihr Können beweisen und wurde als Vorgängerin von Gina Lollobrigida und Sophia Loren zur ersten Nachkriegs-Diva des italienischen Kinos. Allerdings trat Pampanini wahllos in zahlreichen Werken auf, die keine Qualitätsansprüche hatten, sodass die immer kritisch eingestellten Reaktionen der professionellen Filmjournalisten nachvollziehbar sind, die der oftmals in sympathischen, feminin aggressiven Rollen auftretenden Darstellerin wenig schauspielerische Qualitäten nachsagten.
Nach ihrem 30. Lebensjahr begann ihr Stern auch beim Publikum zu sinken. So trat Pampanini ab 1958 nur noch sporadisch vor die Filmkamera und fand Beschäftigung vor allem in Fernsehproduktionen wie 1999 in der Fernsehserie Tre stelle. In der Wintersaison 2002/03 war Silvana Pampanini fester Bestandteil im Cast der italienischen sonntagnachmittaglichen Fernsehshow Domenica In, welche von Mara Venier moderiert und auf Rai Uno direkt übertragen wurde.
Pampanini wurde 2003 mit dem Verdienstorden der Italienischen Republik ausgezeichnet und veröffentlichte 2004 ihre Autobiografie, Scandalosamente perbene.

## Filmografie (Auswahl)
- 1946: Rom in Flammen (L’apocalisse)
- 1949: Antonius von Padua (Antonio da Padova)
- 1949: Mit Schwert und Maske (Lo sparviero del Nilo)
- 1950: Süßer Reis (L’inafferrabile 12)
- 1951: Io sono il Capataz
- 1951: O.K. Nero (O.K. Nerone)
- 1951: Der tolle Juxbaron (47 morto che parla)
- 1952: Das Lied vom Verrat (Processo alla città)
- 1952: Das öffentliche Ärgernis oder die Justiz in Nöten (La presidentessa)
- 1952: Die Frau, die die Liebe erfand (La donna che inventò l’amore)
- 1952: Insel der Sünde (La peccatrice dell’isola)
- 1952: Königsmark (Koenigsmark)
- 1952: Mädchenhandel (La tratta delle bianche)
- 1952: Mandrin, der König der Rebellen (Le avventure di Mandrin)
- 1953: Das Fleisch ist schwach (Bufere)
- 1953: Bittere Liebe (Noi cannibali)
- 1953: Drei Sünderinnen (Un giorno in pretura)
- 1953: Fluch der Schönheit (Un marito per Anna Zaccheo)
- 1953: Silvana (Vortice)
- 1954: Aufstand im Inselparadies (La principessa delle Canarie)
- 1954: Dirnentragödie (La schiava del peccato)
- 1954: Husarenstreiche (L’allegro squadrone)
- 1954: Napoleon (Napoleon)
- 1954: Orientexpress
- 1955: Der Turm der sündigen Frauen (La tour des nesles)
- 1955: Vier Herzen in Rom (Racconti romani)
- 1956: Das Gesetz der Straße (La loi des rues)
- 1958: Straße der Leidenschaft (Cesta duga godiun dana)
- 1961: Die Abenteuer der Totenkopf-Piraten (Il terrore dei mari)
- 1961: Die Hunnen (La spada dell’islam)